# Memento mori

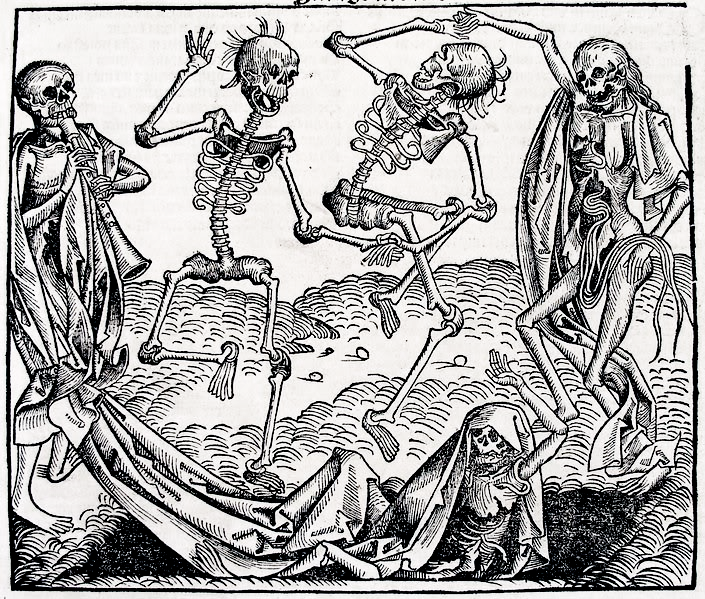
Пляска смерти
Михаэль Вольгемут, 1493

Memento mori (на латыни — помни о смерти) — выражение, ставшее крылатым.

## Грамматика
Memento — императив единственного числа недостаточного глагола memini. Mori — инфинитив отложительного глагола morior. Дословный перевод — «вспомни о том, что будешь умирать».

## История
В Древнем Риме эта фраза произносилась во время триумфального шествия римских полководцев, возвращающихся с победой. За спиной военачальника ставили раба, который был обязан периодически напоминать триумфатору, что, несмотря на свою славу, тот остаётся смертным. Возможно, настоящая фраза звучала как: Respice post te! Hominem te memento! («Обернись! Помни, что ты — человек!») (глава 33 «Апологетики» Тертуллиана).
«Memento mori» являлось формой приветствия, которым обменивались при встрече французские паулины, именовавшиеся также Братьями Смерти, — монахи ордена отшельников Св. Павла во Франции (1620—1633).

Мы постоянно умираем, писал Петрарка в одном из своих писем: он, поэт, умирает, пока пишет, читатель — пока читает его, а другие — пока слышат или не слышат эти слова. 
Оригинальный текст (англ.)We are continually dying, Petrarch famously wrote in one of his letters: he, the poet, was dying while writing, the reader while reading him, and others while they heard those words or failed to hear them. It is remarkable that for a man to whom death was so present and for whom the present was an unhappy, gloomy, and obscurantist longue durée  of Lethean stupor, the future could reserve only light and radiance.

## В искусстве
Тема «Memento mori» распространена в сакральной архитектуре. На эту тему оформлены крипты храмов в Седлеце (Чехия), церкви Санта-Мария-делла-Кончеционе в Риме и многих других. В XIV—XVII веках, с эпидемии Чёрной смерти до Галантного века, популярностью пользовались изделия декоративно-прикладного искусства и украшения, связанные с символикой смерти. Безделушки и аксессуары, выполненные в форме черепов, скелетов, гробов и прочих мрачных атрибутов, служили напоминанием о бренности человеческой жизни и неизбежности смерти. Позднее, в XVIII—XIX веках, из этой категории изделий появились траурные украшения, носимые в знак траура по покойному родственнику или близкому человеку.
Доктор исторических наук Дмитрий Антонов и кандидат исторических наук Михаил Майзульс в книге «Демоны и грешники в древнерусской иконографии: семиотика образа» отмечали влияние «memento mori» на смысловую образность иконографии «Лабиринт духовный» в русской иконописи Нового времени.

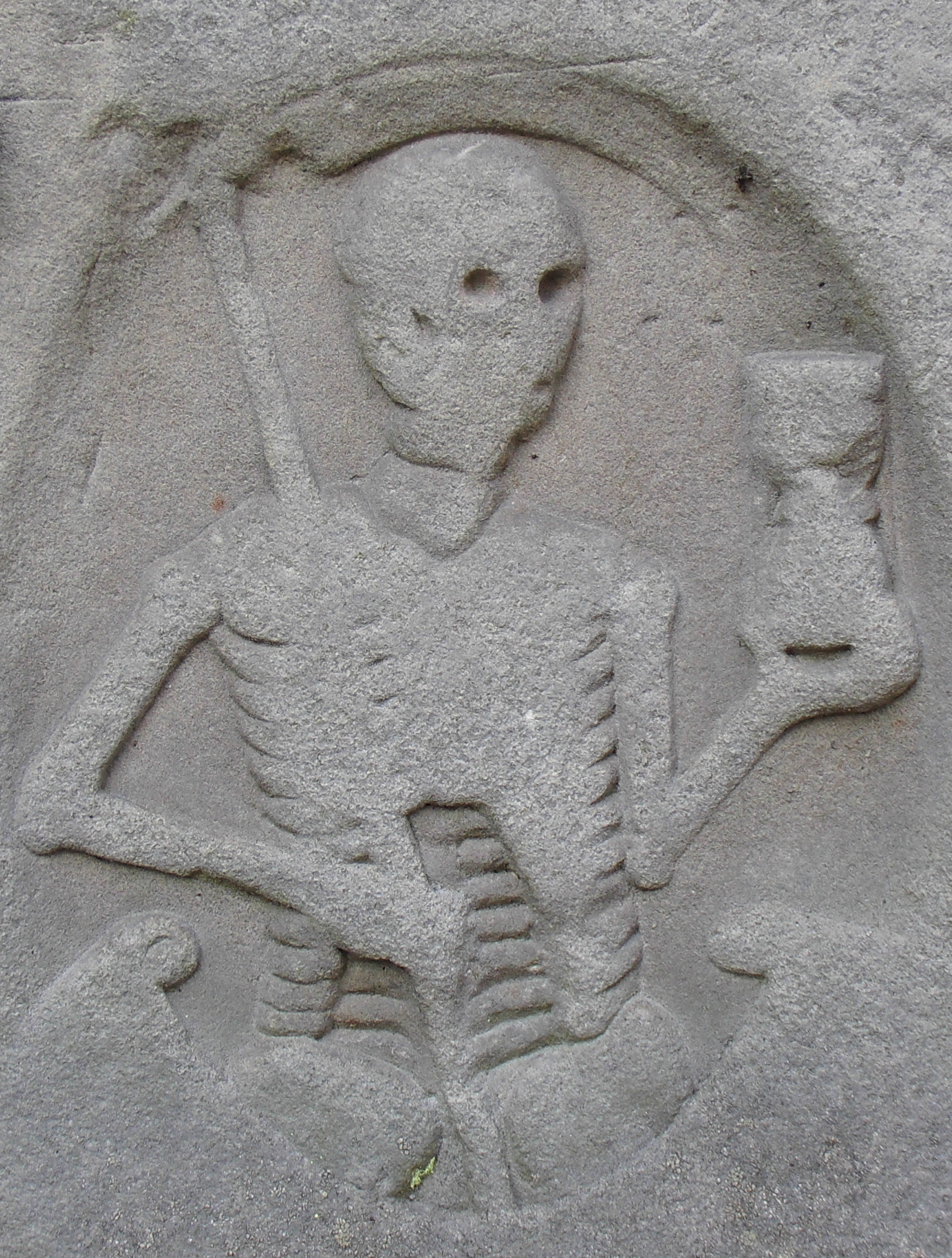
Рельеф церкви Святого Мартина в Дорфмарке, нач. XVIII в.
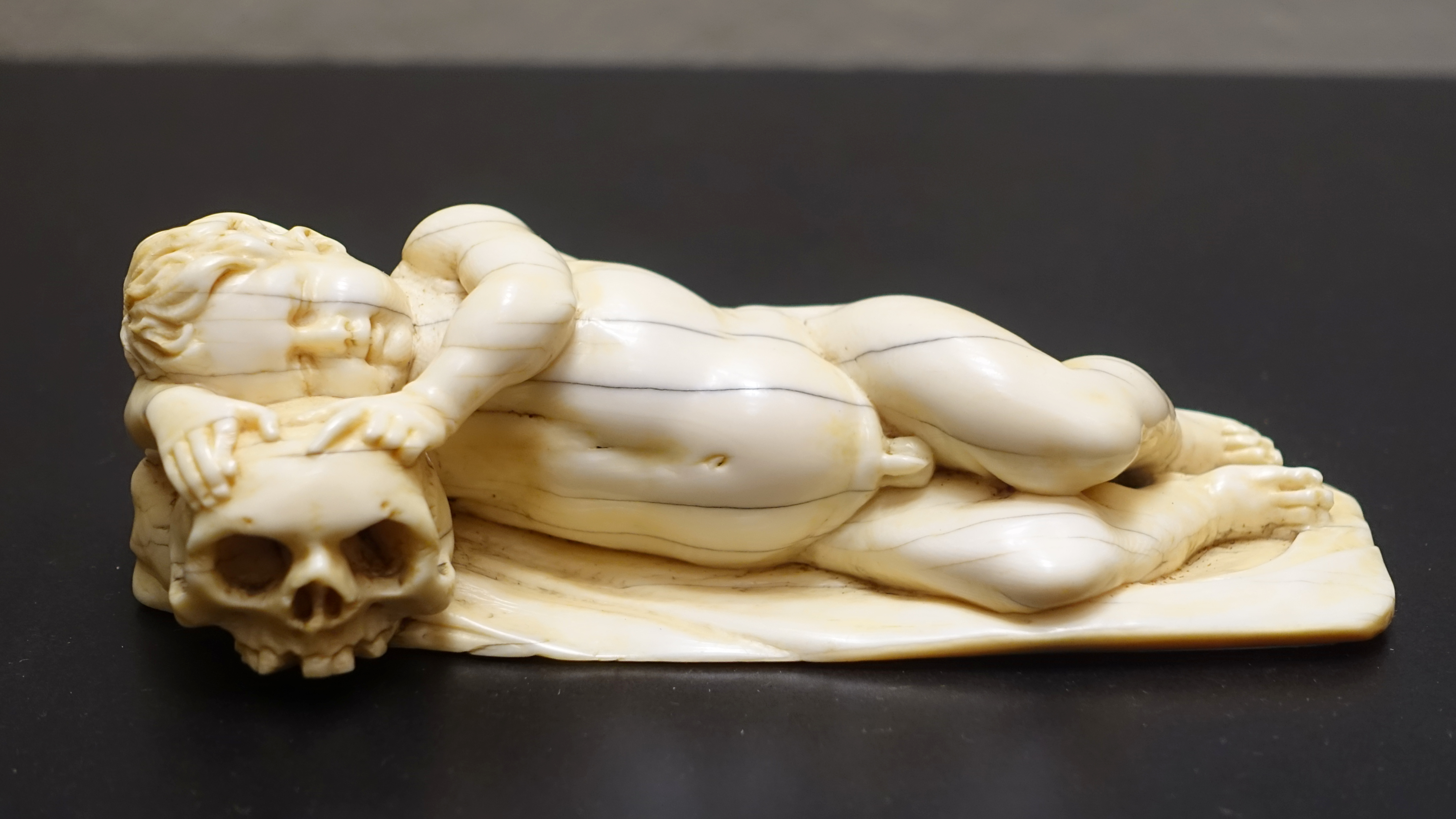
Спящий путто с черепом под головой, резьба по кости, XVII в.
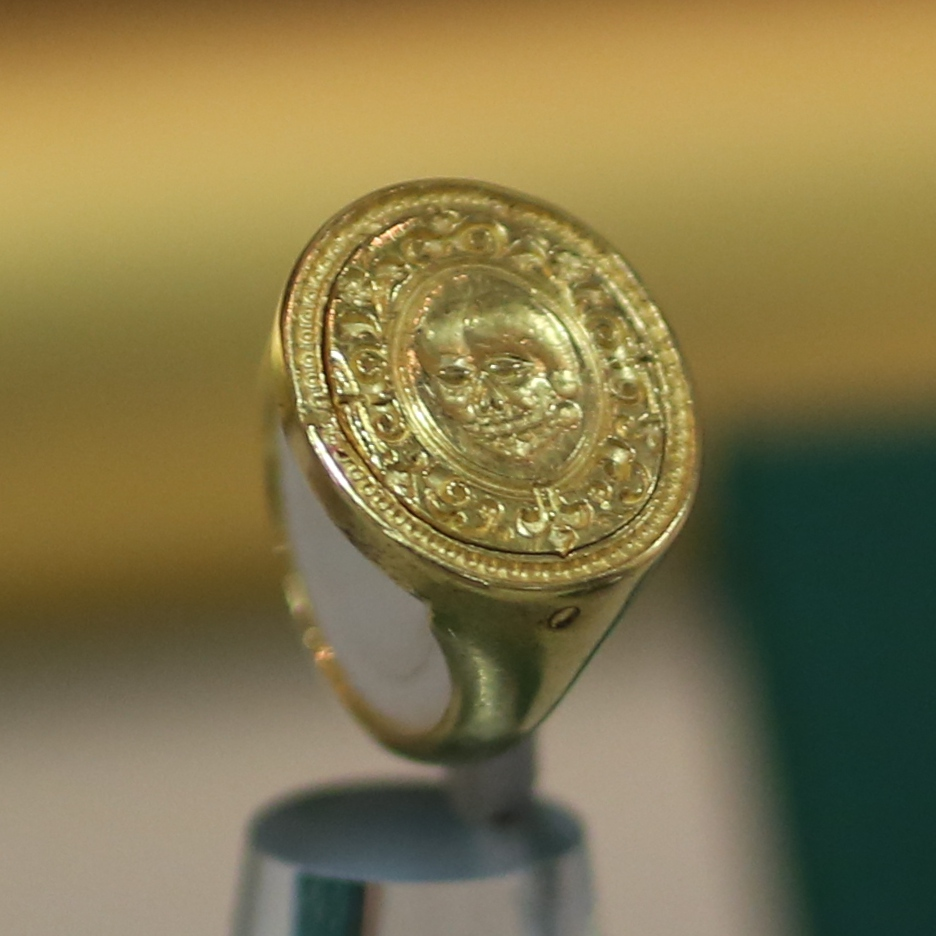
Золотое кольцо с черепом
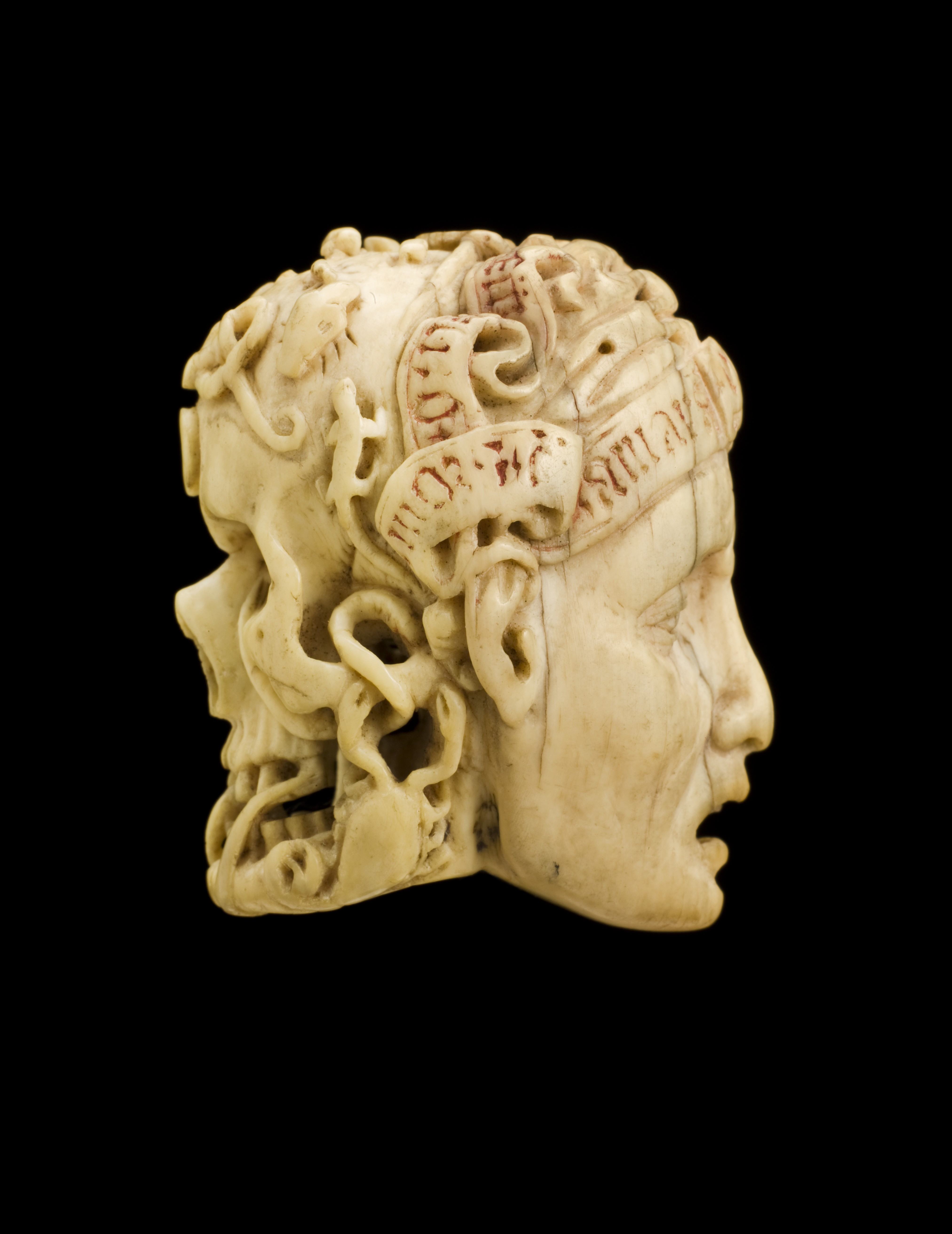
Резная фигурка из слоновой кости, демонстрирующая лицо человека с одной стороны и череп — с другой
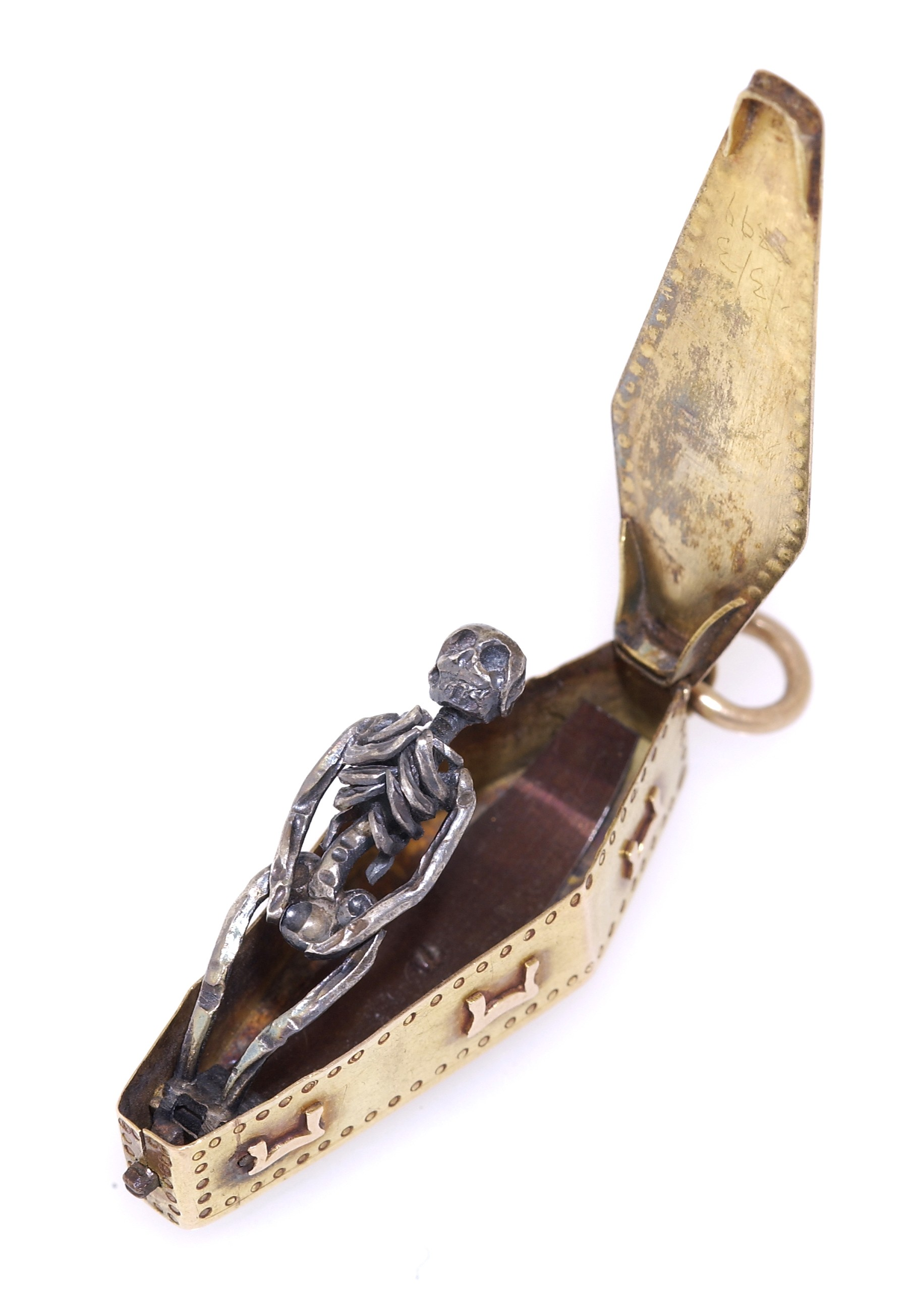
Золотая подвеска в форме гроба со скелетом внутри

### В США
Изобразительное искусство США содержит большое количество символических изображений «Memento mori» из-за пуританского влияния. Пуританская община в Северной Америке XVII века смотрела на искусство свысока, потому что считала, что оно отвлекает верующих от Бога и может привести только к дьяволу. Тем не менее, портреты считались историческими записями и, как таковые, они были разрешены. Томас Смит, пуританин XVII века, участвовал во многих морских сражениях, а также занимался живописью. В его автопортрете мы видим, что эти занятия представлены рядом с типичным символом Memento mori — черепом, наводящим на мысль о неминуемой смерти.

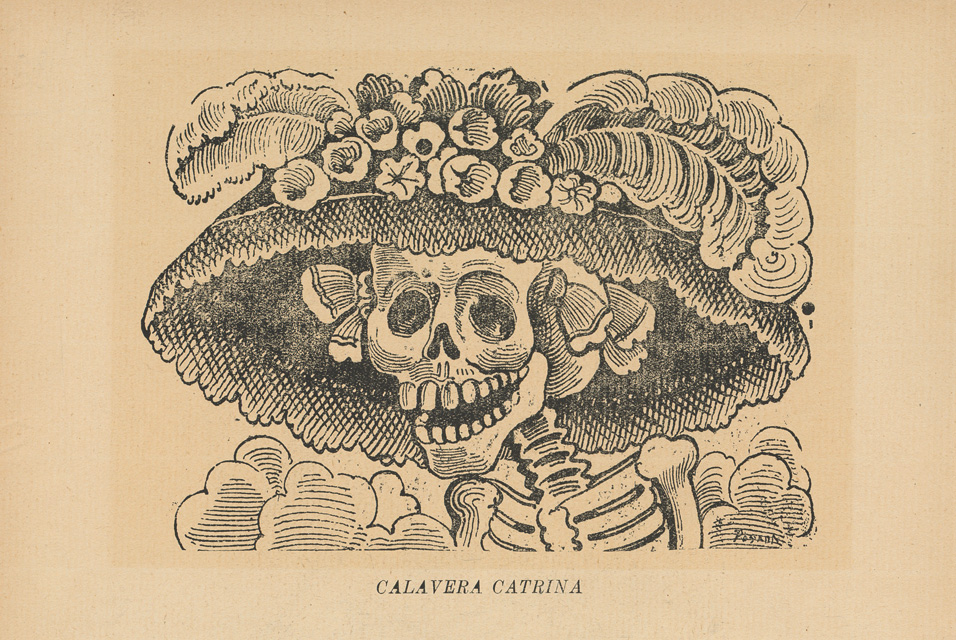
Гуадалупе Посада, Хосе 1910 Катрина (гравюра)

### День мертвых в Мексике
Символика Memento mori зачастую ассоциируется с мексиканским фестивалем «День мёртвых», в том числе конфеты в форме черепа и хлебцы в виде костей.
Эта тема также широко отражена в работах мексиканского гравёра Хосе Гуадалупе Посада, в которых люди из разных слоев общества изображены в виде скелетов.
Другое проявление Memento mori можно найти в мексиканской «Calavera», литературной композиции в стихотворной форме, обычно написанной в честь человека, который ещё жив, но так, как если бы он был мёртв. Эти композиции имеют насмешливый тон, часто один друг предлагает их другому во время Дня мёртвых.

### В кинематографе

#### Кавказская пленница
Фраза вошла в обиход благодаря кинофильму Кавказская пленница; реприза Никулина-Вицина: «Memento mori. Моментально — в море».

#### Смешарики
Выражение Memento mori используется и в современной мультипликации. Во 2 сезоне 60 серии Смешариков «Эрудит» на 5:28 секунде появляются часы, принадлежащие Кар-Карычу, с надписью «MEMENTO M», что является отсылкой на латинскую фразу, а также на логотип брэнда швейцарских часов Longines. В данном контексте она символизирует скоротечность времени и призывает нас не растрачивать его попусту, ведь смерть неотвратима.

### В литературе

#### Беларусь
Янка Брыль написал одноименную повесть, которая освещает времена Великой отечественной войны.

## Подобные понятия в других религиях и культурах
- Vanitas
- Carpe diem
- Пассакалья о жизни
- Смерть, играющая в шахматы
- Портрет доктора де С., играющего в шахматы со Смертью